# Gustav Heine (Architekt, 1843)
Gustav Heine (vollständiger Name Gustav Eduard Heine; irrtümlich auch Eduard Heine genannt; * 20. Oktober 1843 in Halberstadt; † 8. Februar 1902 in Bad Harzburg) war ein deutscher Architekt.

## Leben

### Familie
Gustav Eduard Heine kam als Sohn von Louis Heine († in Philadelphia (USA)) und Bertha Heine, geborene Linke († in Philadelphia (USA)) zur Welt.
Er heiratete eine Tochter des Hofmaurermeisters Constantin Nordmann, war damit Schwiegersohn Nordmanns und wurde ein Schwager des Architekten Ferdinand Wallbrecht.

### Werdegang
Gustav Eduard Heine besuchte in seiner Heimatstadt das dortige Königliche Dom-Gymnasium zu Halberstadt. In den Jahren von 1861 bis 1863 studierte er in der Residenzstadt des Königreichs Hannover an der Königlich Polytechnischen Schule zu Hannover. Einige Jahre später legte er 1867 sein Baumeister-Examen ab.
Nachdem Heine zahlreiche Projekte als Architekt in Hannover realisiert hatte, siedelte er am 1. Oktober 1896  nach Bad Harzburg über.
Gustav Heine baute anfangs im Stil der Hannoverschen Architekturschule, später im Stil des Neobarock und der Neorenaissance. Er war Mitglied im Architekten- und Ingenieur-Verein zu Hannover.

## Bauten (Auswahl)
- 1897–1898: Wandelhalle in Bad Harzburg, im Stil der Neorenaissance mit barocken Anklängen,[4] zugleich Badehaus (Kurhaus); beide Bauten sind erhalten[1]